# 真夜中のワンコール
「真夜中のワンコール」（まよなかのワンコール）は、1996年2月21日にリリースした田原俊彦の46作目のシングル。

## 背景
表題曲は、前年9月発売のアルバム『TENDERNESS』からのシングルカットで、MBS-TBS系ドラマ30『愛の産科』の主題歌に起用された。

## リリース
1996年2月21日に、ポニーキャニオンのNAVレーベルから発売された。

## 収録曲
| 全作詞: 田久保真見。 |                                              |            |           |        |      |
| #                    | タイトル                                     | 作詞       | 作曲      | 編曲   | 時間 |
| 1.                   | 「真夜中のワンコール」(シングル・バージョン) | 田久保真見 | 都志見隆  | 武沢豊 | 4:54 |
| 2.                   | 「涙にGood Night」                           | 田久保真見 | SANTA     | 安部潤 | 4:32 |
| 3.                   | 「真夜中のワンコール」(Original-Karaoke)     | 田久保真見 |           |        | 4:52 |
| 合計時間:            | 合計時間:                                    | 合計時間:  | 合計時間: | 14:18  |      |

## 参加ミュージシャン
| 真夜中のワンコール (シングル・バージョン) - All Instruments Played by 武沢豊 | 涙にGood Night - Arrangement, Synth.Programming, Keyboard Played by 安部潤【Griot】 - E.G : 古川昌義 - T.Sax : 竹野昌邦 - Tb : 村田陽一 - E.B : 渡辺直樹 - Cho : 貴島サリオ |